# County Road 104
County Route 104 (CR 104) ist eine Landstraße im Suffolk County des US-Bundesstaates New York. Sie verläuft von der Kreuzung mit der CR 80 in Quogue zur Kreuzung mit der New York State Route 24 (NY 24), CR 63 und CR 94 direkt außerhalb von Riverhead. Ein Großteil der CR 104 verläuft durch die David Allen Sarnoff Pine Barrens Preserve, einer New York State Conservation Area, die einst der Radio Corporation of America gehörte.
Von 1930 bis 1972 war die Straße als New York State Route 113 eingestuft.

## Streckenbeschreibung

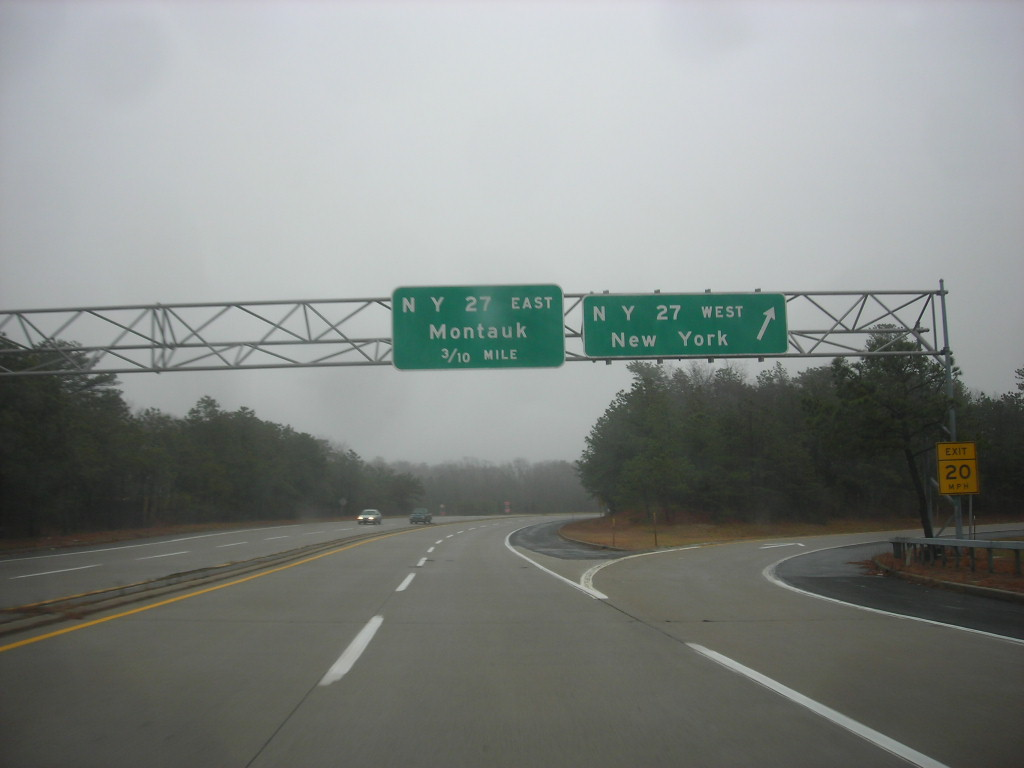
CR 104 mit Blick nach Norden kurz vor der Auffahrt zur NY 27 (Sunrise Highway) in East Quogue

CR 104 beginnt an der Kreuzung mit der CR 80 (Montauk Highway) in der Town of Quogue. Die Strecke führt als Quogue–Riverhead Road, einer zweistreifigen Straße durch Wohngebiete in Quogue. Nach der Kreuzung mit der Scrub Oak Road führt CR 104 unter dem Montauk Branch der Long Island Rail Road hindurch und passiert ein großes Industriegebiet nördlich der Gleise. Nach der Kreuzung mit der Old Country Road biegt CR 104 nordwärts und wird erneut von Wohnhäusern gesäumt. Dann erreicht die Strecke das aus einigen Bauernhöfen und der Kreuzung mit der Lewis Road bestehende East Quogue, wo CR 104 erneut eine nordwestliche Richtung einschlägt. Schließlich führt CR 104 in nördlicher Richtung zu den Anschlussstellen 64N und 64S des Sunrise Highway (NY 27). CR 104 hat in diesem Bereich für einen kurzen Abschnitt vier Fahrstreifen.
Nach der NY 27, führt die CR 104 in dichte Wälder, kreuzt den Endpunkt der CR 31 (Old Riverhead Road). Weiter nach Norden erreicht CR 104 eine großzügig ausgebaute Kreuzung mit dem südlichen Endpunkt der CR 105 (Cross River Drive), wo CR 104 den Namen in Riverleigh Avenue ändert, erreicht einen Kreisverkehr in der Town of Southampton, direkt südlich der Ortschaft Riverhead. Ihren nördlichen Endpunkt erreicht CR 104 an dem Kreisverkehr mit CR 63 (Lake Avenue), CR 94 und NY 24 (Flanders Road / Nugent Drive).

## Geschichte
Bei der Neunummerierung der State Routes in New York 1930 wurde die Bezeichnung NY 113 einer zuvor nicht nummerierten Nord-Süd-Verbindung zwischen dem Montauk Highway (damals NY 27) in der Ortschaft Quogue und der NY 25 in Riverhead zugewiesen. Diese beinhaltete auch die Peconic Avenue in Riverhead, die gleichzeitig ein Teil der damaligen NY 24 war. Diese Gleichzeitigkeit wurde 1970 dadurch aufgelöst, dass der Endpunkt der NY 113 zur Kreuzung mit der NY 24 verlegt wurde. Die damalige NY 113 wurde am 29. März 1972 aufgehoben, als das Eigentum an der Straße vom Bundesstaat an das Suffolk County übertragen wurde. NY 113 wurde nachfolgend zur CR 104 umgewidmet.

## Hauptkreuzungen
Die gesamte Strecke verläuft innerhalb des Suffolk Countys.
| Örtlichkeit                              | mi   | km    | Fahrtrichtung                                          | Anmerkungen                                                                       |
| ---------------------------------------- | ---- | ----- | ------------------------------------------------------ | --------------------------------------------------------------------------------- |
| Quogue                                   | 0,00 | 0,00  | CR 80 (Montauk Highway)                                | südlicher Endpunkt                                                                |
| East Quogue                              | 3,22 | 5,18  | NY 27 – New York City, Montauk                         | Exit 64 der NY 27                                                                 |
| Flanders                                 | 4,52 | 7,27  | CR 31 südwärts – Westhampton, Gabreski Airport         | Kreisverkehr; nördlicher Endpunkt der CR 31                                       |
| Flanders                                 | 6,09 | 9,80  | CR 105 nordwärts – Northville, Orient Point            | unvollständige Anschlussstelle; südlicher Endpunkt der CR 105                     |
| Riverhead                                | 7,45 | 11,99 | NY 24 CR 63 südwärts zur I-495 NY 25 (CR 94 westwärts) | Kreisverkehr; nördlicher Endpunkt von CR 104, CR 63; östlicher Endpunkt der CR 94 |
| 1,000 mi = 1,609 km; 1,000 km = 0,621 mi |      |       |                                                        |                                                                                   |

## Belege
1. ↑  Leon A. Dickinson:  New Signs for State Highways, 12. Januar 1930, S. 136 (englisch).
2. ↑   Long Island Magazine, 27. August 1972, S. 14 (englisch).
3. ↑  State of New York Department of Transportation: Official Description of Touring Routes in New York State. (PDF) 1. Januar 1970, abgerufen am 19. August 2015 (englisch).
4. ↑  Suffolk County Department of Public Works: County Road System – County of Suffolk, New York. (PDF) Abgerufen am 19. August 2015 (englisch).
5. ↑  County Roads Listing - SUFFOLK County. (pdf, 131 KB) New York State Department of Transportation, 11. August 2015, abgerufen am 22. April 2016 (englisch).